# Xbox
Xbox è una console per videogiochi prodotta da Microsoft. Appartenente alla sesta generazione, venne messa in vendita il 15 novembre 2001 in America del Nord, il 22 febbraio 2002 in Giappone e il 14 marzo in Europa e Australia. Ha rappresentato il primo tentativo di entrare nel mercato delle console da parte della Microsoft, dopo aver collaborato con SEGA nel convertire Windows Embedded Compact per Dreamcast. Fu anche la prima console prodotta da una società americana da quando l'Atari Jaguar cessò la produzione nel 1996.
Annunciata nel 2000, Xbox era tecnicamente più potente rispetto alle sue concorrenti, con un processore Intel Pentium III a 733 MHz, unità che poteva essere trovata su un comune PC. Era nota anche per le sue dimensioni e il suo peso simile a quello di un PC ed è stata la prima console a disporre di un disco rigido incorporato.
Nel novembre 2002 Microsoft lanciò Xbox Live, un servizio di gioco online a pagamento che permise agli abbonati di scaricare nuovi contenuti e connettersi con altri giocatori attraverso una connessione a banda larga. A differenza dei servizi online di SEGA e Sony, connettersi a Xbox Live era possibile tramite una porta Ethernet integrata direttamente nella console dal principio. Il servizio diede a Microsoft un punto di forza nei giochi online e avrebbe aiutato Xbox a diventare una concorrente importante nella sesta generazione di console. La popolarità di titoli di successo come Halo 2 di Bungie Studios contribuì alla diffusione dei giochi online su console, in particolare gli sparatutto in prima persona.
Xbox ebbe un lancio da record in America del Nord, vendendo 1,5 milioni di unità prima della fine del 2001, spinta grazie al successo di uno dei titoli di lancio, Halo: Combat Evolved, che vendette un milione di copie entro aprile 2002. La console arrivò a un totale di 24 milioni di unità vendute in tutto il mondo, di cui 16 milioni in Nord America; tuttavia, Microsoft non fu in grado di ottenere un profitto vero e proprio dalla console, che aveva un costo di produzione molto più alto del suo prezzo di vendita al dettaglio, e nonostante la popolarità guadagnata, generò una perdita di oltre 4 miliardi di dollari durante la sua vita sul mercato. In fatto di unità vendute, il sistema da gioco superò GameCube e Dreamcast, ma fu surclassato dalla PlayStation 2, che sarebbe arrivata a vendere oltre 100 milioni di unità entro il 2005. Fuori dal mercato occidentale è dove la console incontrò maggiore resistenza; in particolare, con vendite molto basse in Giappone a causa del suo design imponente e della sovrabbondanza di giochi dedicati a un pubblico occidentale rispetto ai titoli sviluppati per un pubblico giapponese.
La produzione del sistema venne interrotta a partire dal 2005, con Microsoft che cessò completamente il supporto fuori garanzia e il supporto Xbox Live alla fine degli anni 2000 La famiglia Xbox si è estesa con Xbox 360, lanciata nel 2005, Xbox One nel 2013 e Xbox Series X e Series S nel 2020.

## Storia

### Sviluppo segreto, annuncio e presentazioni
Le prime idee alla base del progetto della console nacquero nel 1998 da Seamus Blackley, ex dipendente di Looking Glass Studios, che una volta in Microsoft decise insieme a Kevin Bachus, Ted Hase e Otto Berkes di smontare alcuni computer portatili Dell, per poi riassemblarne i pezzi e costruire un primissimo, rozzo ma funzionante prototipo di Xbox. Il progetto prese il nome di DirectX Box, poiché era basato sulla tecnologia API di DirectX; l'idea era quella di introdursi nel mercato, e competere direttamente con Sony e PlayStation, concependo una console interamente pensata per il gioco, con una architettura simil-pc a elevata flessibilità e una potenza almeno 2 volte superiore a quella di una ipotetica PlayStation 2. Il nome DirectX Box fu poi cambiato in Xbox, che seppur non venne visto di buon occhio fu scelto poiché ispirava "carica" o "grinta".

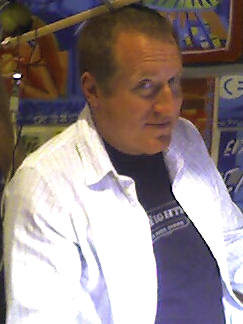
Seamus Blackley, la principale mente dietro la creazione di Xbox

Le prime voci sullo sviluppo della console arrivarono intorno al settembre del 1999. In quel periodo furono molte le indiscrezioni, considerate tuttavia piuttosto attendibili, riguardo ad un progetto congiunto tra Microsoft e Intel volto alla creazione di un sistema da gioco specifico, col nome di Xbox. Microsoft né negò né confermò tale notizia, mentre i vertici di Intel decisero di astenersi dal commentare la cosa dicendo: «Non facciamo commenti su un prodotto che non è stato annunciato».
A questo punto però il progetto Xbox non aveva avuto ancora il via libera dai piani alti di Microsoft, ovvero Bill Gates e Steve Ballmer. Il team di sviluppo decise di presentare la proposta il 14 febbraio 2000, ma le cose non andarono come previsto quel giorno: l'idea di creare una console da gioco e, soprattutto, di non basarla su un sistema operativo Microsoft Windows, fece infuriare sia Ballmer che Gates. Ballmer definì il progetto Xbox come "uno spreco di soldi", mentre Gates lo paragonò ad "un insulto a tutto ciò che lui aveva fatto"; la discussione con il team si protrasse a lungo fino alle 20:00, quando poi qualcuno durante il meeting sollevò la questione dell'egemonia Sony, del successo divampante di PlayStation e di come quest'ultima potesse, direttamente o indirettamente, diventare un futuro problema per Microsoft. Gates e Ballmer dovettero ravvedersi, in quanto vedevano questa minaccia piuttosto concreta; i due approvarono il progetto Xbox, assicurando al team tutte le risorse e la libertà di movimento che avrebbero richiesto.

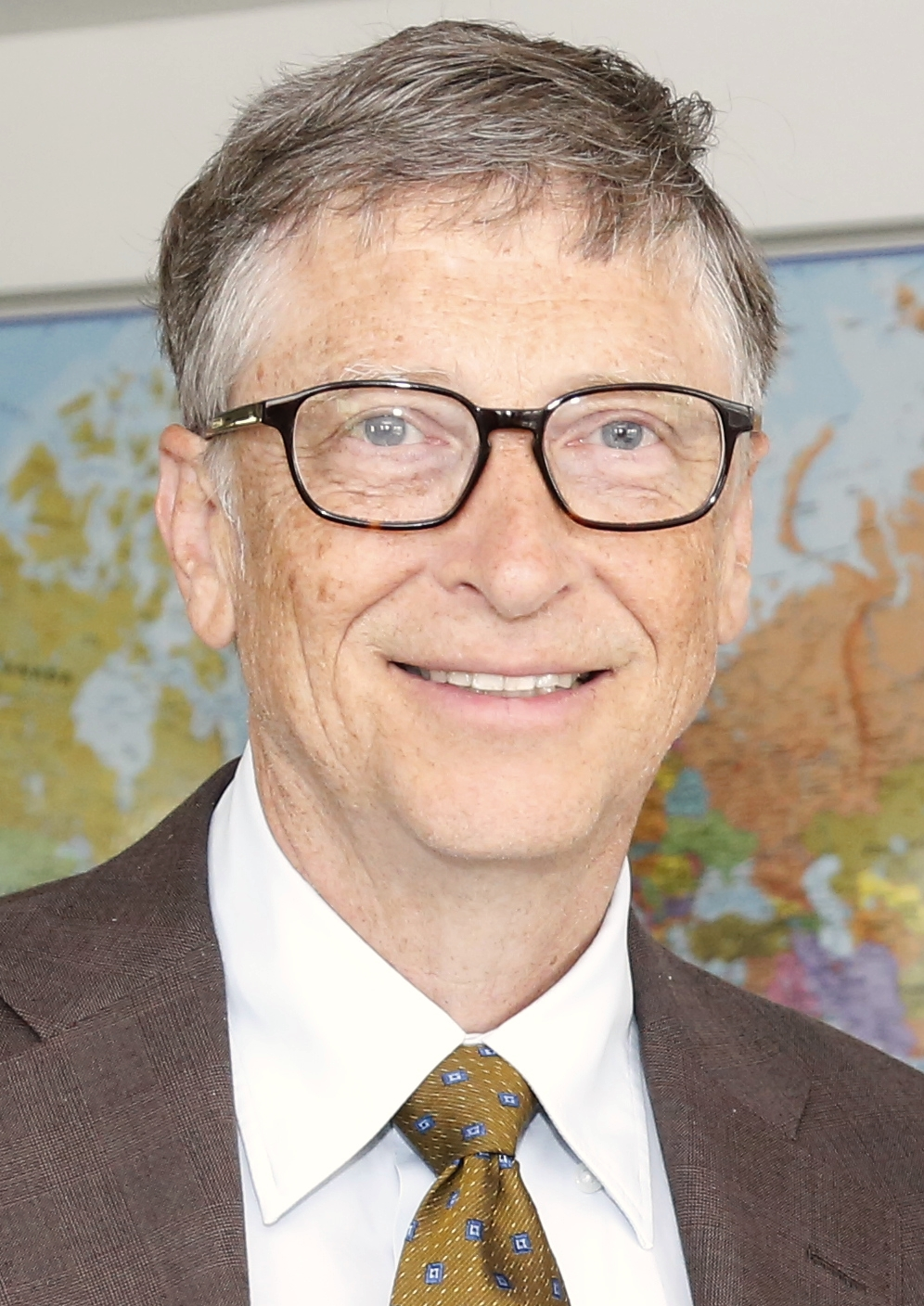
«Abbiamo concepito Xbox non solo come console. È nel senso più generale un personal computer; fatto però per mettere avanti le esigenze dei videogiocatori. Ma non avremmo mai creato Xbox solo come console da gioco»
—Bill Gates

Tempo neanche un mese, che a marzo del 2000, le voci di corridoio diventarono talmente tante sul web che Microsoft rivelò che avrebbe annunciato il progetto di li a pochi giorni. Tali indiscrezioni volevano che il progetto Xbox avrebbe avuto un processore Intel da 500 MHz e una scheda grafica NVIDIA GeForce 256, mentre la costruzione della console sarebbe stata affidata a Dell o a Gateway; secondo altre speculazioni il sistema operativo della console sarebbe stato Windows Embedded Compact.
Successivamente, il 10 marzo 2000, durante la Game Developers Conference, Bill Gates in persona salì sul palco e mostrò un primo modello di Xbox, con un design a forma di X, totalmente diverso da quello finale. La console attirò una non indifferente attenzione della stampa specializzata e generalista, grazie alle caratteristiche enunciate da Gates quali la capacità di giocare offline e online (una parte essenziale del progetto), l'uso di un disco rigido per immagazzinare dati come musica, la capacità di riprodurre film DVD e quindi il suo ruolo non solo come console da gioco, ma anche come centro multimediale. Questa conferenza diede così la generale impressione che Xbox fosse sostanzialmente un "PC in scatola"; a questo Gates affermò che lo scopo di Xbox era raccogliere attorno a sé i migliori sviluppatori disponibili, affermando infatti: «Vogliamo che Xbox sia la piattaforma scelta dai creatori di giochi più di talento del mondo».
Altro passo importante compiuto da Microsoft fu l'acquisizione di Bungie Studios nel giugno del 2000; a quel tempo i Bungie stavano lavorando ad una esclusiva destinata in origine a MacOS, ma tale sviluppo fu poi portato sulla console Microsoft e destinato a diventare la sua killer application ed icona più importante: Halo: Combat Evolved. Contemporaneamente Gates decise di ampliare la campagna pubblicitaria per la console, rivolgendosi a molte delle agenzie pubblicitarie di Madison Avenue, e arrivando a spendere oltre 100 milioni di dollari in marketing; molti degli esperti trovarono la sua scelta inappropriata e controversa commentando: «[La sua] Microsoft è nella bufera, e lui pensa a giocare»; questo a causa della vicenda Abbraccia, estendi ed estingui nella quale Microsoft si ritrovò coinvolta dal 1998 al 1999.
Mentre PlayStation 2 aveva visto ormai la sua uscita già in Giappone, America del Nord e Europa da mesi, Gates decise di tenere un'ultima importante presentazione dell'Xbox nella sua forma definitiva, prima del lancio, al Consumer Electronics Show di Las Vegas, il 6 gennaio 2001. Accompagnato dalla guest star d'eccezione, l'attore e wrestler Dwayne Johnson, Gates si ritenne soddisfatto del progetto e affermò con decisione: «Xbox è il futuro dei videogiochi. [...] Con la sua tecnologia rivoluzionaria e le sue incredibili capacità grafiche, sarà il punto di riferimento dell'intero settore per molti anni a venire». All'E3 dello stesso anno, venne poi annunciata l'uscita della console in America del Nord il 15 novembre 2001 e al più tardi nel 2002 in Giappone ed Europa.

### Lancio e vita della console
Il lancio della console fu organizzato in grande e avvenne come pianificato il 15 novembre 2001 a Times Square, in New York; l'evento è stato ospitato da Toys "R" Us dove presenziò Bill Gates in persona. La console venne venduta a 299 $ e si rivelò un ottimo successo con oltre un milione di pezzi venduti in sole 3 settimane, accompagnate da oltre un milione di copie della killer application trainante, Halo: Combat Evolved. Un rapporto di vendite stimava che per ogni console venduta vi fossero almeno tre giochi distribuiti; budget complessivo del lancio della console fu di circa mezzo miliardo di dollari.
Nel febbraio 2002, con all'attivo ormai 1,5 milioni di pezzi venduti, Xbox fu resa disponibile anche in Giappone dove nonostante l'elevata pubblicità e un certo interesse, la console riuscì a vendere solamente appena 130 000 unità nella prima settimana. Paradossalmente in Europa, dove il lancio avvenne più tardi, l'Xbox ebbe molto più successo che in Giappone, anche in questo caso però più circoscritto rispetto che in America, complice il fatto che il prezzo della console in Italia e in tutti i paesi della zona euro fu di ben 479 € (mentre a parità di prezzo col dollaro avrebbe dovuto essere circa 340 €); a maggior ragione infatti poco più di un mese dopo Microsoft annunciò un calo del prezzo fissato a 299 € e Maurizio Zazzaro, responsabile di Xbox Italia, affermò: «Ci siamo resi conto che il prezzo era una barriera per molte persone. Il nostro progetto strategico è rivoluzionare, attraverso la diffusione di Xbox, l'entertainment domestico».
Nonostante dunque un inizio piuttosto buono, non furono pochi i problemi che la console dovette affrontare in questo periodo, a cui si aggiunse anche un problema di modelli di Xbox difettosi in Giappone che portarono a oltre 240 segnalazioni.
L'originale controller dell'Xbox, noto come Fatty o Duke, venne spesso criticato per le sue dimensioni eccessive e ingombranti rispetto ai controller delle altre console della sesta generazione. Il controller S, noto anche come Akebono, fu distribuito inizialmente solo in Giappone, ma col tempo finì per sostituire il modello originale anche nel resto del mondo. A proposito del Duke, lo stesso Blackley ammetterà: «Era enorme in modo imbarazzante. Dal punto di vista politico, non avevo le forze per risolvere la cosa, hanno ignorato i test specifici. Capisco che ci si possa far atterrare sopra un elicottero»
Comunque il catalogo di giochi della console andava via via aumentando: Halo: Combat Evolved trainava costantemente la console, insieme a giochi di successo come The Elder Scrolls III: Morrowind, Tom Clancy's Splinter Cell, Dead or Alive 3, Doom 3, Project Gotham Racing e anche molti altri titoli multipiattaforma che, seppur presenti su altre console, potevano dare il massimo su Xbox grazie alla sua potenza e alla sua accessibilità. In parte, quindi, l'elevata pubblicità e la distribuzione da parte di Microsoft di oltre 2 250 dev kit a più di 165 compagnie di sviluppatori si era rivelata, se non un successo, una mossa decisamente azzeccata.
Sebbene alcuni critici del settore specularono molto sul tentativo di Microsoft di monopolizzare il mercato delle console con la sua Xbox, la macchina non riusciva a imporsi come sistema dominante e fin dai primi tempi Microsoft aveva dichiarato di produrre Xbox con una perdita di circa 75 $ a pezzo e di non aspettarsi utili dalle vendite prima di tre anni dal lancio, quando a quel punto la console avrebbe venduto l'almeno sperata cifra di 50 milioni di unità.

### Successo di Xbox Live e ultimi anni
Allo scopo di aumentare la base installata di console il più possibile, Microsoft decise di colpire il mercato con la rivoluzione del gioco in rete su console, un obiettivo che fino ad allora solo il Dreamcast aveva provato a rendere concreto. Una volta attivata l'infrastruttura di Xbox Live, Microsoft mise in vendita lo Starter Pack che comprendeva un headset (microfono con auricolari) e un abbonamento per registrarsi e usufruire del servizio per una durata di 12 mesi, al costo di 50 $, 60 € per l'Europa; il servizio sarebbe partito il 15 novembre 2002 e tra i primi titoli disponibili con cui sperimentare l'esperienza vi sarebbero stati in esclusiva Unreal Championship, MechAssault, Blinx: The Time Sweeper e FIFA Football 2003.
America d...EuropaAsiaAmerica del NordEuropaAsia
- Totale: 24 milioni
- America del Nord (66,7%)
- Europa (25%)
- Asia (8,3%)

Tuttavia, essendo Xbox Live un progetto creato a priori, il gioco con cui il servizio conobbe il successo fu Halo: Combat Evolved, sviluppato appunto fin dall'inizio per supportare il gioco in rete in maniera studiata e approfondita. Xbox Live risultò un successo notevole e crebbe in maniera esponenziale da circa 150 000 utenti registrati solo nella prima settimana a oltre 350 000 nei 4 mesi successivi. Per la fine del 2002, Xbox raggiunse uno dei suoi picchi massimi in fatto di vendite: circa 2 milioni e mezzo di unità vendute solo nel mese di novembre. Il 30 giugno 2003 Microsoft confermò che aveva venduto 9,4 milioni di Xbox in tutto il mondo, con 2⁄3 (66%) di unità vendute in America del Nord; ovvero 6,2 milioni.

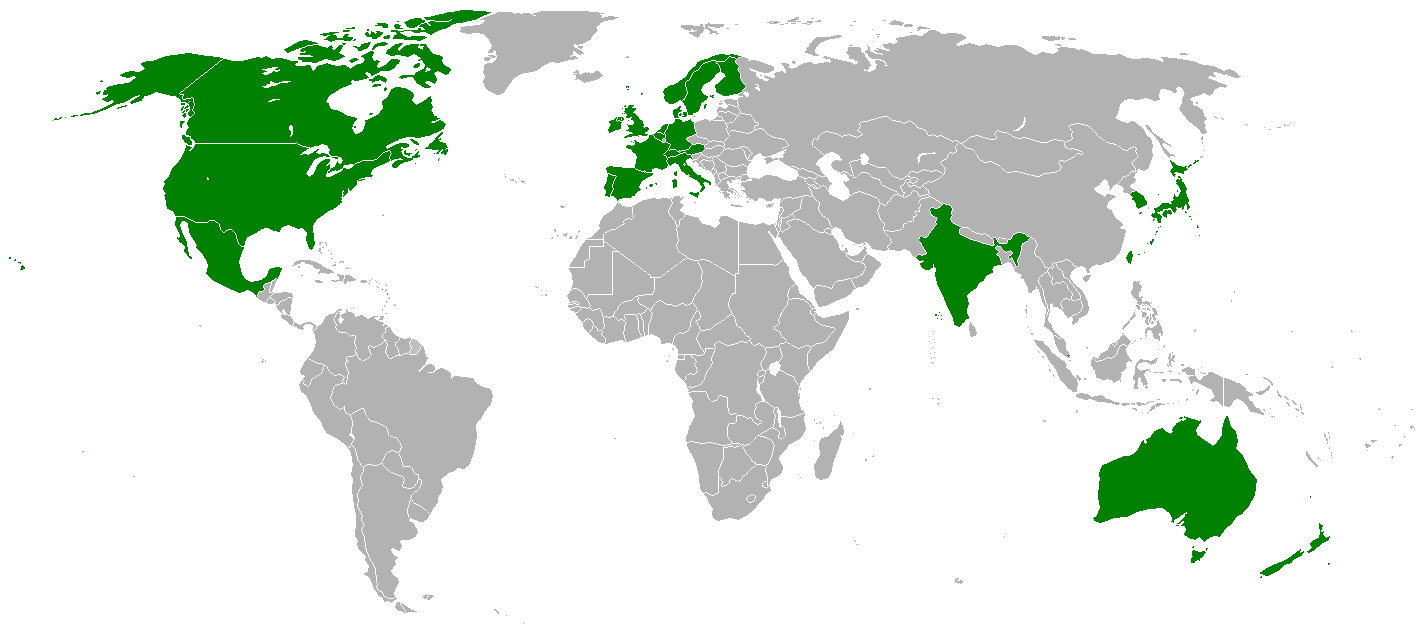
Aree geografiche con il supporto di Xbox Live, nel 2009

Nonostante la mancanza di copertura ADSL in alcune zone dell'America del Nord, ma soprattutto in Europa, il successo di Xbox Live sarebbe stato destinato a crescere fino al 2004, quando fu pubblicato Halo 2 che, al di là del successo di nicchia della console, totalizzò oltre 100 milioni di dollari di incassi in un giorno e avvicinò sempre più persone al servizio di gioco in rete offerto da Microsoft, che in quell'anno aveva ormai raggiunto un milione di utenti registrati. In Italia, fu stretto un particolare accordo tra Microsoft e Poste italiane per vendere Xbox sul territorio con inclusa una carta Postepay griffata "Xbox Live" per registrarsi, accedere e pagare il servizio; soddisfatto dell'iniziativa, Maurizio Zazzaro, disse: «Siamo certi che Postepay Xbox Live contribuirà ad avvicinare nuovi utenti al nostro servizio Xbox Live, che ha già raggiunto oltre un milione di abbonati nel mondo». Il 30 giugno 2004, Xbox aveva venduto 15,5 milioni di unità in tutto il mondo.
Dopo l'annuncio del suo successore, Xbox 360, Microsoft ha tolto il supporto a Xbox, mandandola fuori produzione nel 2005. Entro quell'anno la console arrivò a un totale di oltre 24 milioni di pezzi venduti, la metà dei 50 milioni previsti da Microsoft necessari per coprire i costi di produzione, superando di poco il GameCube. Dei 24 milioni, 16 milioni sono stati venduti in America del Nord, di cui il 90% di questi negli Stati Uniti, 6 milioni in Europa, con una quota di 1⁄4 delle vendite globali e 2 milioni in Asia, che hanno ammontato a meno del 10% dei pezzi venduti in totale, di cui appena 500 000 unità in Giappone.
Xbox Live aveva ormai raggiunto i 4 milioni di abbonati nel 2006. Nell'ultimo periodo, Microsoft lanciò un'edizione speciale dell'Xbox, denominata "Crystal", che si caratterizzava per un design semistrasparente al prezzo di 199 €. Il servizio Xbox Live, ancora molto utilizzato, è stato tenuto attivo fino al 2010.

## Specifiche
- Unità di elaborazione centrale:
  - Intel CISC Coppermine–32 bit @733 MHz[51][52][53]
  - 32 kB[XB 1] cache di primo livello[51][52][53]

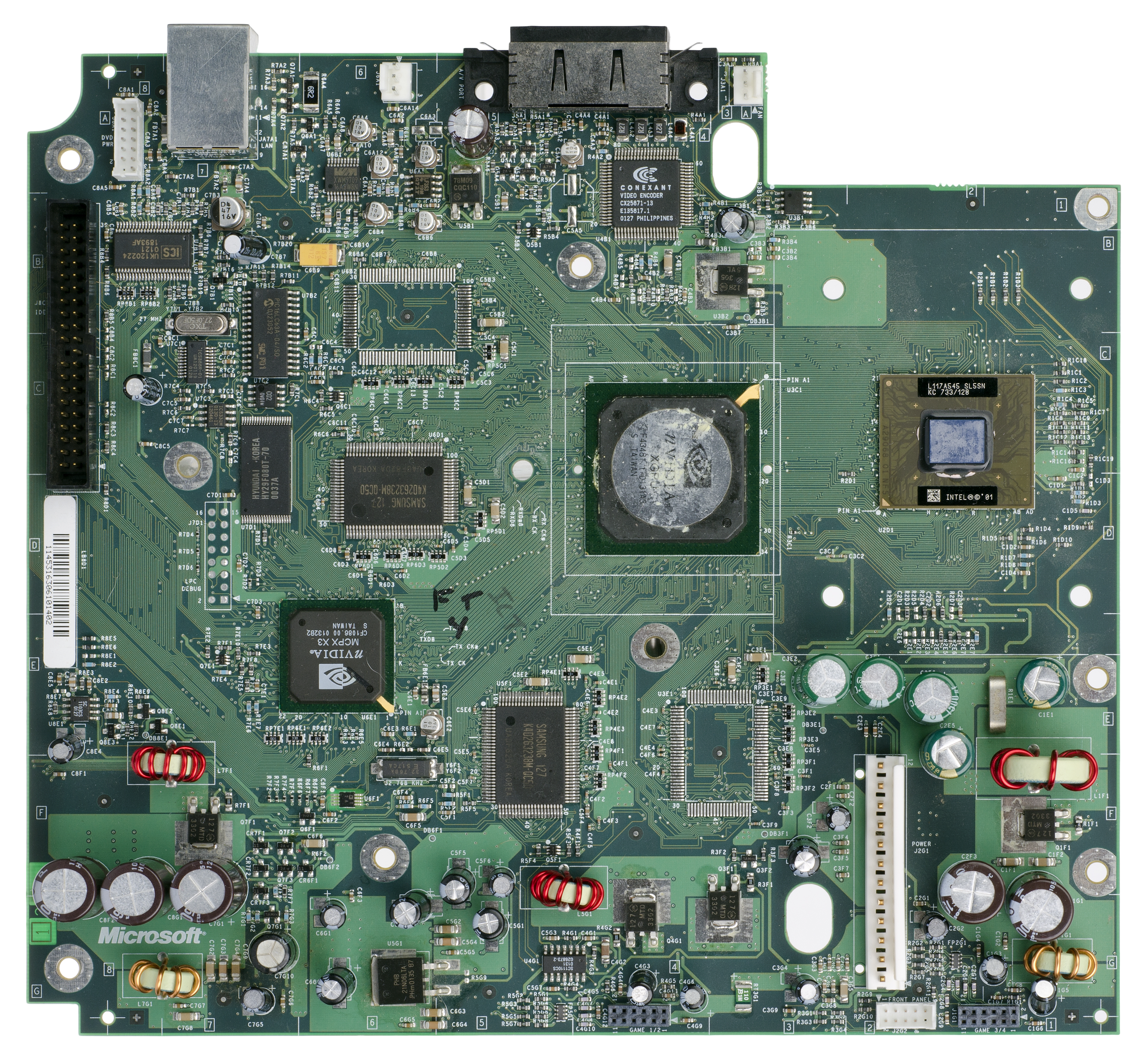
Scheda madre della prima versione hardware

  - 128 kB cache di secondo livello[51][52][53]
  - Performance complessiva in MIPS: 1980[52][53]
  - Performance complessiva: 2,9 GFLOPS[52]

- Unità di elaborazione grafica:
  - NVIDIA "XGPU" @233 MHz[51][52][53][XB 2]
  - 128 kB cache texture–embedded[53]

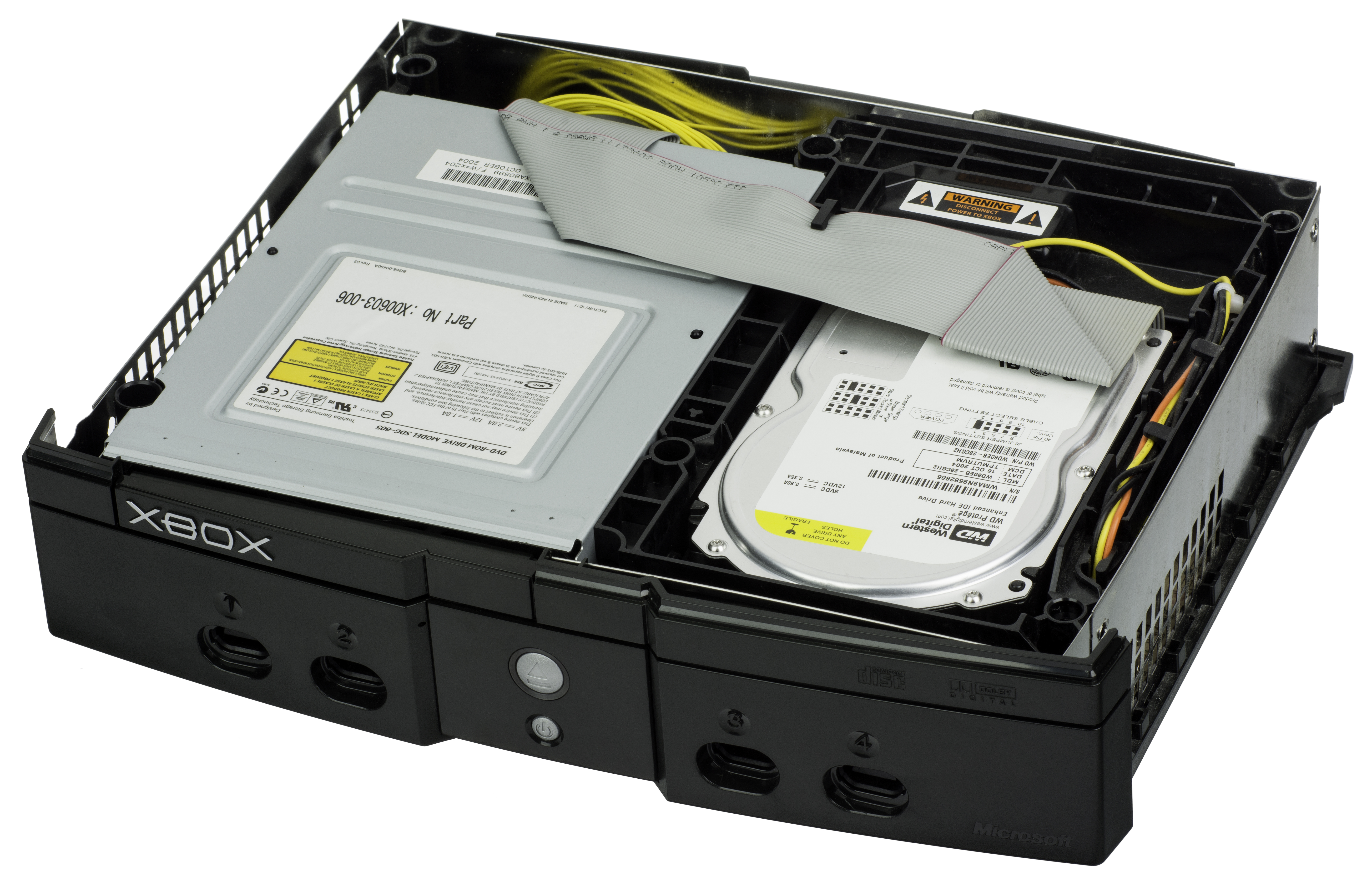
L'Xbox con la parte superiore della scocca smontata: a sinistra è possibile notare il lettore DVD-ROM, a destra il disco rigido da 3,5″ con cavo ATA

  - Pixel Shader Model 1.1 con 2 unità vertex shader[51][53]
  - 4 pipeline grafiche con 2 unità texel ciascuna[51][53]
  - Fillrate in pixel da 932 megapixels al secondo[51][53]
  - Fillrate in texel da 1,86 gigatexels al secondo[53][XB 3]
  - Antialiasing tra cui quincunx 4×[52]
  - Filtro lineare (bilineare e trilineare)[52]
  - Rendering grafico di picco pari a 125 milioni di poligoni a secco e senza effetti applicati[52]
  - Performance complessiva dichiarata in virgola mobile: 80 GFLOPS[52]
- Scheda audio:[52]
  - NVIDIA "MCPX" @200 MHz
  - 64 canali 3D[54]
  - Campionamento @48 kHz
  - DSP multi core–embedded
- Memoria:
  - 64 MB DDR SDRAM di tipo unificata @200 MHz[51][52][53]
  - Banda @6,4 GB/s[51][52][53]
- Unità disco:
  - DVD-ROM da 4,7/8,5 GB (singolo/doppio strato) con velocità di trasmissione a 20,8~41,6 Mbit/s (2–4× CAV)[52][XB 4]

- Archiviazione:

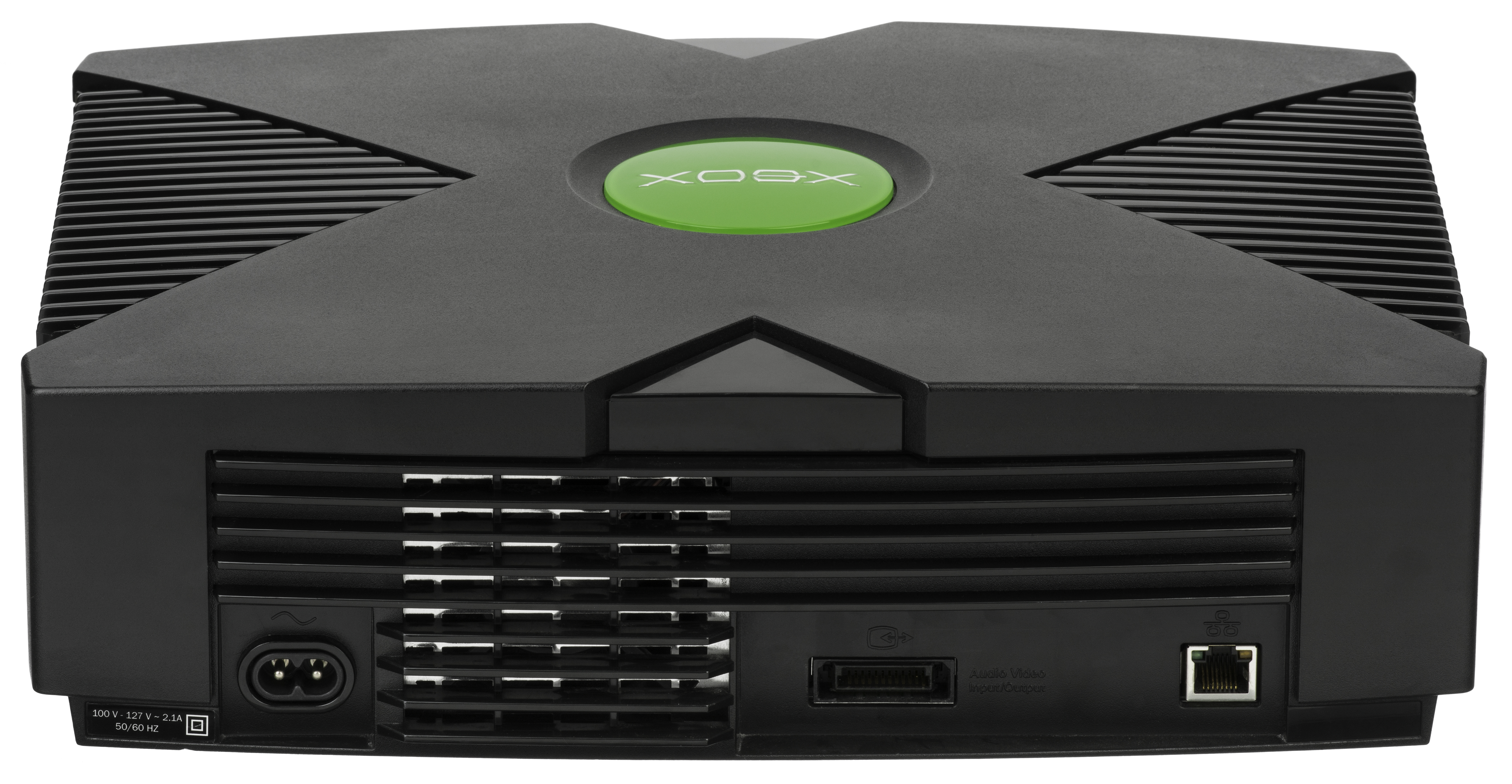
Lato posteriore della console con tutte le porte visibili

  - Disco rigido ATA 3,5″ da 8 o 10 GB[XB 5]
- Comunicazione:
  - Fast Ethernet via scheda di rete a 100 Mbit/s.
- Uscite audio/video:
  - SCART RGBS o CVBS: 480i/480p (NTSC) - 576i/576p (PAL/SÉCAM)[XB 6]
- Dimensioni:[55]
  - Larghezza: 32 cm
  - Profondità: 26 cm
  - Altezza: 10 cm
  - Peso: 4 kg ca.

## Videogiochi
Sono stati pubblicati intorno a 1000 videogiochi per Xbox.
Da citare come titoli più importanti per la console vi sono Halo: Combat Evolved che arrivò a vendere oltre 6 milioni di copie e Halo 2 che superò gli 8 milioni di copie. Grazie all'elevata qualità del giocatore singolo, all'approfondita esperienza con Xbox Live e alla possibilità di organizzare LAN party a ben 16 giocatori utilizzando 4 console, entrambi i capitoli di Halo sono entrati di prepotenza nell'immaginario collettivo di molti adolescenti americani e sono annoverati tra i migliori sparatutto in prima persona di tutti i tempi.
Il videogioco di Bethesda Softworks, The Elder Scrolls III: Morrowind, ha venduto oltre 2 milioni di copie su Xbox (altrettante ne vendette la versione per Windows). Tra i best seller da oltre 1 milione di copie, ci sono stati lo sparatutto in prima persona Doom 3, sviluppato da id Software (tra l'altro Xbox, a causa della sua affinità con i PC, era l'unica console a permettersi di far girare un gioco di questo tipo); Call of Duty 2: Big Red One, Need for Speed: Underground 2 e Tom Clancy's Splinter Cell, di cui 224 000 copie vendute nelle prime due settimane, che in origine era stato sviluppato solo per Xbox.
Altri videogiochi di successo includono Fable, titolo sviluppato da Peter Molyneux in esclusiva per Xbox, con 375 000 copie vendute in una settimana e il titolo BioWare, Star Wars: Knights of the Old Republic con oltre 250 000 copie piazzate in soli 4 giorni. Con oltre 84 000 copie vendute nella prima settimana, Dead or Alive 3, diretto da Tomonobu Itagaki, è stato il gioco più venduto per la piattaforma in Giappone, totalizzando oltre 217 000 copie. L'ultimo videogioco sviluppato per Xbox è stato Madden NFL 09, pubblicato il 12 agosto 2008.
Secondo una classifica fatta dalla rivista Retro Gamer, basata sul sondaggio dei lettori, vengono ricordati come i migliori giochi, nell'ordine: Halo: Combat Evolved, Knights of the Old Republic, OutRun 2, Panzer Dragoon Orta, Halo 2, Jet Set Radio Future, Project Gotham Racing 2, Burnout 3: Takedown, Ninja Gaiden/Ninja Gaiden Black, Shenmue II, Jade Empire, Fable, Oddworld: Stranger's Wrath, Dead or Alive 3, OutRun 2006: Coast to Coast, Crimson Skies: High Road to Revenge, Doom 3, Call of Cthulhu: Dark Corners of the Earth, The Elder Scrolls III: Morrowind, Project Gotham Racing, The Chronicles of Riddick: Escape from Butcher Bay, Forza Motorsport, Half-Life 2, Otogi: Myth of Demons, Conker: Live & Reloaded.

## Eredità
Nonostante il successo prevalentemente di nicchia se paragonato a PlayStation 2, l'Xbox ha avuto un certo peso sull'esperienza di molti videogiocatori e appassionati, ma anche sull'industria con rivoluzioni come quella del gioco in rete (che si sarebbe ripercosso poi su Xbox 360 e PlayStation 3), e per tutto quel che ha rappresentato è considerata un importante pezzo di storia, ed è stata infatti annoverata da IGN nella lista delle 25 migliori console di tutti i tempi, all'11º posto, precedendo sistemi di gioco come PlayStation 3, Nintendo GameCube, Sega Saturn e altri. CNN ha rimarcato l'importanza di Xbox nella storia di Microsoft e di come, nel tempo, quest'ultima sia riuscita a diventare una parte essenziale dei "Big Three" (i grandi tre), assieme a Sony e Nintendo, che dominano il mondo dell'intrattenimento elettronico domestico.
In occasione del 15º anniversario di Xbox, il 15 novembre 2016, Microsoft ha celebrato l'evento con statistiche riguardanti la crescita, negli anni, di Xbox Live e contenuti commemorativi legati agli appassionati e alla serie Halo. L'anniversario fu supportato anche sui forum dedicati di NeoGAF, dove per l'occasione vennero pubblicate dichiarazioni e retroscena importanti da Seamus Blackley, il padre della console, e altri ingegneri che lavorarono in origine al progetto. L'evento è stato celebrato anche dalla divisione italiana di Xbox, dove tra gli interventi riguardo alla nascita e alla crescita della console, vi sono stati anche quelli dei giornalisti Jaime D'Alessandro di la Repubblica e Luca Tremolada de Il Sole 24 Ore; tra i primi quotidiani italiani che si occuparono di Xbox nei primi anni 2000.
Analogamente a quanto accaduto con Xbox 360, i giochi Xbox, a partire dal 2017, sono stati resi compatibili con Xbox One; tuttavia i titoli della prima console Microsoft non avrebbero supportato in emulazione la modalità video widescreen – salvo quelli che la consentivano originariamente – e la collezione di achievement.

## Interfaccia utente, centro multimediale e modding

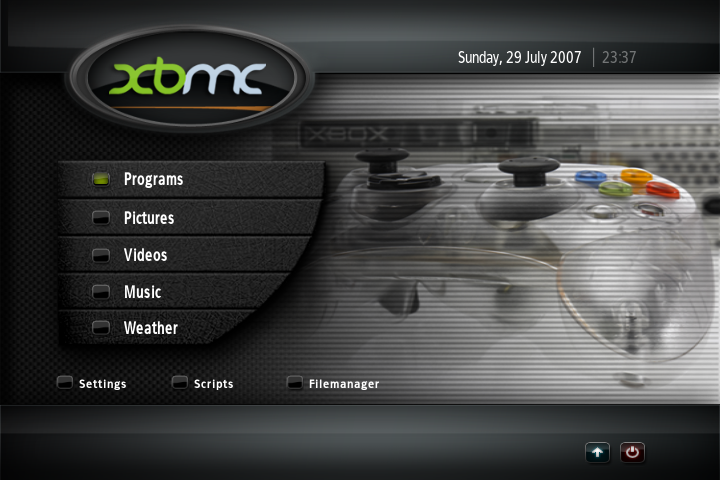
Schermata della dashboard Xbox Media Center, tra cui è possibile selezionare diverse opzioni

L'interfaccia utente per Xbox è la "Xbox Dashboard". È dotata di un lettore multimediale che può essere utilizzato per riprodurre CD musicali, salvarne il contenuto sul disco rigido dell'Xbox e riprodurre la musica che vi è stata archiviata; consente inoltre agli utenti di gestire i salvataggi dei giochi e il contenuto scaricato da Xbox Live. Per tutta la durata del supporto al servizio, ha consentito agli utenti di Xbox Live di accedere, personalizzare e gestire il proprio account. La dashboard è disponibile solo quando l'utente non sta guardando un film o non sta giocando. Quando Xbox è uscita nel 2001, il servizio Live non era attivo, quindi le sezioni Live della dashboard e il sottomenu delle impostazioni di rete non erano ancora presenti. Mentre Xbox era ancora supportata da Microsoft, "Xbox Dashboard" è stata aggiornata più volte tramite Live per prevenire l'utilizzo dei trucchi (cheat) e aggiungere funzionalità.
Le indiscrezioni, in circolazione fin da prima del lancio, hanno affermato che Xbox eseguisse i kernel di Windows 2000. Queste voci sono state smentite dallo sviluppatore Garry Trinder del "Xbox Team" nel 2006 sul blog ufficiale Microsoft, che ha affemrato che Xbox eseguirebbe un sistema operativo creato ad hoc. Secondo altre fonti il sistema operativo di Xbox è comunque basato su una versione pesantemente modificata di Windows 2000. Xbox ha delle API simili a quelle che si trovano in Microsoft Windows, come le Direct3D. Il suo codice sorgente è trapelato nel 2020.
La popolarità della console ha ispirato dei tentativi di eludere i meccanismi di protezione software e hardware così come ha ispirato delle modifiche all'aspetto esteriore del case. Le modifiche hardware influenzano tutto, dalla semplice sostituzione della gemma verde sul case con una personalizzata fino all'apertura del case stesso per installare dei modchip. Le modifiche al software sono meno invasive e cercano di alterare le routine che impediscono alla Xbox di eseguire programmi non firmati o funzioni inedite. A patto di possedere una Xbox modificata quindi, la macchina può essere trasformata in una vera interfaccia a centro multimediale in grado di estendere le proprie capacità di console. Tramite l'utilizzo di dashboard come Xbox Media Center (derivata da Kodi, più precisamente nella versione XBMC4Xbox) e altre, l'Xbox può utilizzare il disco rigido per l'immagazzinamento di immagini, film e video in formato DivX, oltre che di musica, e può eseguire alcuni programmi speciali o inediti come emulatori per SNES, eMule e motori di ricerca per il web. Per le console moddate, sono stati resi disponibili differenti emulatori, quali per Nintendo 64, PlayStation, Game Boy Advance ed altre piattaforme delle generazioni precedenti.
Il disco rigido originale può essere sostituito con uno più capiente poiché il file system dell'Xbox, il FATX, è in grado di supportarlo; questo per poter copiare i giochi su DVD nel disco rigido e giocarli direttamente. Non c'è nemmeno voluto molto perché la comunità di hacker trovasse il modo di aggirare le limitazioni riuscendo a installare una versione adattata di Linux, rendendo Xbox utilizzabile come un qualsiasi PC senza comunque inficiarne le funzioni di console da gioco.
La console può trasmettere in alta definizione con l'uso di cavi multimediali, disponibili anche da aziende terze, sia tramite video a componenti (5 connettori RCA e sprovvisto di audio digitale), oppure con HDMI, in quest'ultimo caso facilitando la connessione con i monitor e televisori sprovvisti di porte analogiche.

## Evoluzione
Microsoft presentò, a uno speciale andato in onda su MTV il 12 maggio 2005, il successore dell'Xbox: Xbox 360. A questa seguì una presentazione all'E3 2005 nella quale fu annunciato un arrivo della console sul mercato nell'autunno dello stesso anno. Xbox 360 è basata su una architettura PowerPC–64 bit, ed è dotata di una unità di elaborazione centrale a 3 cores sviluppata appositamente da IBM unita ad una unità di elaborazione grafica fornita da ATI Technologies. L'Xbox 360 come console ha stabilito diversi standard che sarebbero poi stati ripresi da Sony per PlayStation 3, come il supporto per l'alta definizione sia a 720p che a 1080p, un disco rigido da 2,5″ per contenere i dati, l'Xbox Live Market Place per il download di contenuti extra e giochi digitali, gli achievement e un sempre maggiore supporto al gioco online tramite l'elaborata infrastruttura Xbox Live.